# Гойш
Гойш (порт. Góis) — населённый пункт и муниципалитет в Португалии, входит в округ Коимбра. Находится в составе крупной городской агломерации Большая Коимбра. По старому административному делению входил в провинцию Бейра-Литорал. Входит в экономико-статистический субрегион Пиньял-Интериор-Норте, который входит в Центральный регион. Население составляет 4499 человек на 2006 год. Занимает площадь 263,72 км².
Покровителем города считается Дева Мария (порт. Maria).
Праздник города — 13 августа.

## История
Город основан в 1516 году.

## Демография
| Численность населения муниципалитета по годам | Численность населения муниципалитета по годам | Численность населения муниципалитета по годам | Численность населения муниципалитета по годам | Численность населения муниципалитета по годам | Численность населения муниципалитета по годам | Численность населения муниципалитета по годам | Численность населения муниципалитета по годам | Численность населения муниципалитета по годам |
| --------------------------------------------- | --------------------------------------------- | --------------------------------------------- | --------------------------------------------- | --------------------------------------------- | --------------------------------------------- | --------------------------------------------- | --------------------------------------------- | --------------------------------------------- |
| 1801                                          | 1849                                          | 1900                                          | 1930                                          | 1960                                          | 1981                                          | 1991                                          | 2001                                          | 2004                                          |
| 5231                                          | 6332                                          | 11 891                                        | 12 230                                        | 9744                                          | 6434                                          | 5372                                          | 4861                                          | 4606                                          |

## Состав муниципалитета
В муниципалитет входят следующие районы:
1. Алвареш
2. Кадафаш
3. Колмеал
4. Гойш
5. Вила-Нова-ду-Сейра